# Piatra (okręg Konstanca)
Piatra – wieś w Rumunii, w okręgu Konstanca, w gminie Mihail Kogălniceanu. W 2011 roku liczyła 1283 mieszkańców.